# John W. Dana

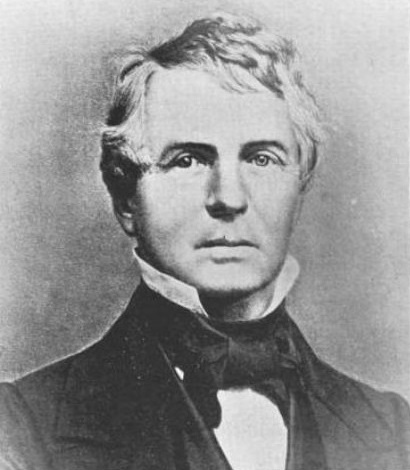
John W. Dana

John Winchester Dana (* 21. Juni 1808 in Fryeburg, Oxford County, heutiges Maine, damals Massachusetts; † 22. Dezember 1867 in Argentinien) war ein US-amerikanischer Politiker und von 1847 bis 1850 Gouverneur des Bundesstaates Maine.

## Frühe Jahre und politischer Aufstieg
Der im heutigen Maine als Sohn von US-Senator Judah Dana geborene John Dana besuchte nach der Grundschule die Fryeburg Academy. Zunächst versuchte er sich im Handelsgeschäft, entschloss sich dann aber Politiker zu werden. Von 1841 bis 1842 war Dana Abgeordneter im Repräsentantenhaus von Maine; zwischen 1843 und 1844 war er Mitglied des Staatssenats und 1844 sogar Senatspräsident. In dieser Funktion musste er am 4. Januar 1844 für einen Tag als Gouverneur amtieren, um eine entstandene Lücke zu überbrücken. Im Jahr 1846 wurde Dana dann als Kandidat der Demokratischen Partei zum neuen Gouverneur seines Staates gewählt.

## Gouverneur von Maine
Dana trat sein neues Amt am 13. Mai 1847 an und konnte es nach zweimaliger Wiederwahl in den Jahren 1847 und 1848 bis zum 8. Mai 1850 ausüben. In dieser Zeit fand der Mexikanisch-Amerikanische Krieg statt und die Sklavereifrage rückte auf nationaler Ebene wieder in den Vordergrund. Dabei stellte sich Maine wie bereits unter Danas Vorgänger Hugh J. Anderson eindeutig auf die Seite der Gegner dieser Institution. Es wurden Gesetze gegen die Sklaverei verabschiedet und die Bewegung zur Abschaffung dieser Institution in den Südstaaten wurde unterstützt.

## Weiterer Lebenslauf
Nach dem Ende seiner Amtszeit wurde Dana zum amerikanischen Gesandten in Bolivien ernannt. Dieses Amt bekleidete er zwischen 1853 und 1859. Im Jahr 1861 kandidierte er erfolglos um eine Rückkehr in das Amt des Gouverneurs von Maine. Danach zog er sich aus der Politik zurück. Er wanderte nach Argentinien aus, wo er als Schafzüchter arbeitete. Dort ist er am 22. Dezember 1867 an der Cholera verstorben. John Dana war mit Eliza Ann Osgood verheiratet, mit der er fünf Kinder hatte.